# Olja Dešić
Olja Dešić (Rijeka, Hrvatska, 22. svibnja 1975.) hrvatski je glazbenik i član Hrvatske zajednice samostalnih umjetnika te od 2010. redovni član Hrvatskog društva skladatelja. Od 2010. do 2017. dopredsjednik Hrvatske glazbene unije.

## Životopis
Dešić je rođen u Rijeci, Hrvatska 1975. Već kao dijete pokazuje izraziti talent za glazbu. Nekoliko godina pohađa tečaj gitare u Rijeci. 
S trinaest godina ulazi u "Putokaze", kao najmlađi član "prve" postave.  Od 1988. do 1994. bio je pjevač i autor (aranžer) Putokaza. 1989. je izabran u dječju umjetničku "delegaciju" Grada Rijeke i predstavlja glazbom i plesom (folklor) tadašnju Jugoslaviju u Kawasakiju, Japan. I kasnija putovanja često su vezana uz glazbu (Ukraina, Irska, Austria, Njemačka, Švicarska, Italija i dr).

Godine 1993. bio je pjevač i vokalni aranžer grupe Put, za pjesmu Don't ever cry (Eurosong 1993. u Irskoj) i "Mom zavičaju". S Putokazima stječe neprocjenjivo glazbeno (izvođačko i stvaralačko) i scensko iskustvo u najranijim godinama. 

Srednju glazbenu školu završava u dvije godine, teoretsko pedagoški smjer. 

Pohađao je studij Muzičke akademije u Zagrebu i Berklee Online, simfonijsku orkestraciju, jazz aranžiranje i drugo.  
 
Istaknuto:
Od 1990. godine profesionalno djeluje kao skladatelj, producent i aranžer, studijski glazbenik. Ujedno koncertira kao bas-gitarist (između ostalog, više godina festivalskih orkestara - MIK, Zadar fest, Festival dalmatinske šansone Šibenik, i dr) i rjeđe, klavijaturist. Autor je glazbe i stihova raznih usmjerenja. Aranžer je širokog područja interesa (pop-rock, orkestralni, big band, vokalni i drugi aranžmani). Bavi se i pisanjem ozbiljne zborske glazbe. 

Piše obrade (aranžmane) i autorske skladbe za klape, te ima bogat fond obrada koje je pisao za pedesetak hrvatskih klapa.
Uz "Sušak, Sušak", autor je glazbe za pet mjuzikala ili predstave za djecu.

## Vanjske poveznice
- Olja Dešić - službene stranice  Arhivirana inačica izvorne stranice od 19. studenoga 2018. (Wayback Machine)